# هاندلوفا
هاندلوفا (بالإنجليزية: Handlová)‏ هي بلدة وmunicipality of Slovakia تقع في سلوفاكيا في Prievidza District.[بحاجة لمصدر] يقدر عدد سكانها بـ 17,698 نسمة .

## أعلام
- كارول دوبياس
- مارتين شكرتيل